# بيرين (الخليل)
بِيريِن هو تجمع سكاني فلسطيني يقع جنوب شرق مدينة الخليل وجنوب بلدة بني نعيم، في محافظة الخليل جنوب الضفة الغربية.

## الحكم المحلي
يدار تجمع بيرين السكاني من قبل مجلس قروي تابع لوزارة الحكم المحلي الفلسطينية.

## السكان
وفق تقديرات الجهاز المركزي للإحصاء الفلسطيني لعام 2017 بلغ عدد سكان تجمع بيرين 149 نسمة.